# The Broken Beats
The Broken Beats ist eine dänische Band, die 2001 in Århus (heute Aarhus), Dänemark, gegründet wurde.

## Geschichte
Die Initiative, die Band zu gründen, ging zunächst allein vom späteren Sänger Kim Munk aus. In Århus fand er die Grundbesetzung, bestehend aus Munk als Leadsänger und Gitarristen, Maria T. Wachmann als Bassistin und Sängerin, Nis Klougart als Leadgitarristen und unterstützenden Sänger und Mads Tønder am Schlagzeug. Bis heute variierte die Besetzung etliche Male und rangierte zwischen 3 und 13 Musikern.
Zunächst nur als im kleinen Rahmen erfolgreiche Pop-Rock-Liveband in Dänemark auf Tour, fand die Band im Jahr 2003 durch die Veröffentlichung ihres Albums The Weather Beats the Rhythm, ihrer ersten Albumveröffentlichung beim Plattenlabel Hazelwood, den Weg in deutsche Geschäfte. Auf der Platte versammelte sie diverse Gäste aus den ebenfalls bei Hazelwood veröffentlichenden Bands Kool Ade Acid Test, Jerobeam und Mardi Gras.bb.
Auch in Deutschland waren es die Liveauftritte, die den Weg für Plattenverkäufe ebneten, nicht zuletzt durch Empfehlungen in Magazinen wie Musikexpress und Intro. Deren Begeisterung für die unkonventionellen Performances der in Deutschland noch gänzlich unbekannten Dänen machte die Broken Beats zuerst einem Szenepublikum bekannt.
Die kleinen Clubkonzerte zu geringen Preisen, bei denen die Band in familiärer Atmosphäre auch mit einigen Gästen auftritt und manches Mal sogar das Publikum selbst zum Musizieren einlädt, brachten der Band dann weiterhin den Ruf als Geheimtipp.
Ihr zweites Hazelwood-Album Them Codes … Them Codes, das 2005 erschien – erstmals mit Leif Sommermeyer (Klavier, Keyboard, Synthesizer) und Rick Heart (Pedal-Steel-Gitarre) – hatte erwartungsgemäß eine kleine, aber feste Basis an Käufern sowie an neugierigen Rezensenten, die sich über die Ergänzung von Bläsern und die mutigeren Pianoeinlagen freuten und den fünf Dänen Parallelen zu Bands wie Calexico oder Beck attestierten. Dennoch übte die Presse weiterhin Kritik an der Gruppe, die ihrer Meinung nach das Charisma der vielgelobten Livekonzerte nicht auf die Studioalben übertragen könne.
Eben jenen Kritikpunkt versuchte die Band daraufhin trotz verschiedener Abgänge auszubügeln. So wurde 2007 in einer neuen Besetzung (Maria Wachmann ging, Lise Blaase (Gesang) und Line Hoeck (Bass, Gesang) kamen dazu) In The Ruin for the Perfect veröffentlicht, dem die Szenemagazine nun die herbe und ehrliche Qualität der Liveauftritte zusprachen, das aber auch auf dem Markt Anerkennung fand.
Am 27. Juli 2007 erschien auf der Homepage eine Anzeige für einen „neuen Pianospieler/Keyboarder/Programmer“, was Fragen über die Zukunft von Leif Sommermeyer und die restlichen Termine der Sommertour aufwarf. Sommermeyer verließ dann auch nach dem zweiten Auftritt der Broken Beats auf dem Roskilde-Festival die Band, um sich seinem Studium zu widmen. Bei den folgenden Auftritten wechselten sich Munk und Lise Blaase am Synthi ab. Als später auch noch Line Hoeck mitten in der Tour aufgrund beginnender Schwangerschaftsbeschwerden die Heimreise antreten musste, übernahm Munk zusätzlich zu seinem Gitarrenspiel noch nahezu alle Bassparts, wobei er Gitarre und Bass abwechselnd, fast gleichzeitig, spielte.
2009 erschien das Album You’re Powerful, Beautiful and Extrodinary.
2010 wurde die Zusammenarbeit mit dem Münchener Label Kanoon Records angekündigt. Das nächste Album, All Those Beginnings, erschien jedoch 2013 beim dänischen Label Target Records; der Band-Katalog auf Kanoons Website weist The Broken Beats nicht aus.

## Diskografie
Alben
- 2002:[8] A world is comming to a town near you.... (Eigenveröffentlichung)
- 2003: The Weather Beats the Rhythm (Hazelwood Vinyl Plastics)[9]
- 2005: Them Codes … Them Codes (Hazelwood Vinyl Plastics)[9]
- 2007: In the Ruin for the Perfect (Buback Tonträger)[9]
- 2009: You’re Powerful, Beautiful and Extrodinary (A:larm Music)[9]
- 2013: All Those Beginnings (Target Records)